# Novogodišnji koncert Bečkih filharmoničara
Novogodišnji koncert Bečkih filharmoničara (njem. Das Neujahrskonzert der Wiener Philharmoniker) tradicionalni je koncert klasične glazbe koji se održava 1. siječnja svake godine u Zlatnoj dvorani Bečkoga glazbenog društva (njem. Wiener Musikverein). Bečki filharmoničari sviraju odabrana djela skladatelja iz obitelji Strauss: Johanna oca i sina, te Eduarda i Josefa Straussa. Povremeno se na programu nađu i djela drugih skladatelja, posebice skladbe brzog i vedrog karaktera: valceri, polke, mazurke, koračnice i sl.
Novogodišnji koncert Bečkih filharmoničara je, pored godišnjeg festivala Pjesme Eurovizije, vjerojatno najpoznatiji prijenos distribucijske mreže Europske radiodifuzijske unije. Koncert direktno prenose mnoge televizijske postaje diljem svijeta: tako ga je 2016. pratilo 50 milijuna televizijskih gledatelja u 90 država svijeta.

## Koncert
Središnje mjesto u programu svakog Novogodišnjeg koncerta Bečkih filharmoničara zauzimaju djela obitelji Strauss, uz koja se svake godine postavlja i težište na nekoliko djela odabranog skladatelja, primjerice Josefa Lannera ili Josepha Hellmesbergera. Obično se izvodi dvanaestak djela, s pauzom oko polovice programa. U novije vrijeme, koncert počinje u 11:15 sati, a ukupno trajanje programa s pauzama je oko dva i pol sata.
U drugom dijelu programa orkestru se u televizijskom prijenosu pridružuju parovi iz Baleta Bečke državne opere i Bečke narodne opere, koji plešu na različitim čuvenim mjestima u Austriji, primjerice u dvorcu Schönbrunn.
Službeni program uvijek prate danas već ritualizirana tri bisa: prvi je brza polka po izboru dirigenta, koji prije izvođenja publici u dvorani i gledateljima TV-prijenosa spomene skladatelja i naziv djela, a drugi je čuveni valcer Na lijepom plavom Dunavu Johanna Straussa mlađeg, čijih nekoliko uvodnih taktova publika redovito prekida pljeskom. Tada se dirigent obraća nazočnima u dvorani i gledateljima širom svijeta, najprije kakvom kratkom prigodnom porukom koja se može odnositi na aktualni trenutak (poput recimo proširenja Europske unije), da bi potom uglas s Filharmoničarima svima poželio sretnu Novu godinu (njem. Prosit Neujahr!). Želje za sretno novo ljeto pojedini dirigenti često upute i na drugim jezicima osim njemačkog. Nakon izvođenja valcera Na lijepom plavom Dunavu, Filharmoničari koncert završavaju izvedbom svima dobro znanog Radetzky-marša, tijekom kojega se dirigent u pravom trenutku okreće i "dirigira" publici, koja pak ritmičnim pljeskanjem rado sudjeluje u izvedbi.
Odgovarajući pljesak kojim publika traži biseve nikada ne izostaje, ali je koncert 2005. godine pod palicom Lorina Maazela ipak okončan bez izvođenja Radetzky-marša u znak poštovanja prema žrtvama cunamija u Indijskom oceanu od 26. prosinca 2004.
Zlatnu koncertnu dvoranu Bečkoga glazbenog društva (Musikvereina) prigodom Novogodišnjeg koncerta ukrašavaju raskošni cvjetni aranžmani koje bečki cvjećari sastavljaju od cvijeća koje od 1980. godine tradicionalno poklanja grad Sanremo. Ugledni engleski redatelj Brian Large jedan je od onih koji je godinama bio zadužen za televizijski prijenos Novogodišnjeg koncerta Bečkih filharmoničara (od 1989. do 1993., zatim od 1997. do 2009. i ponovno 2011. godine).
Program Novogodišnjeg koncerta Bečkih filharmoničara se svake godine izvodi čak tri puta: 30. prosinca kao pretpremijera, rezervirana za pripadnike austrijske vojske, 31. prosinca navečer kao Koncert novogodišnje večeri i napokon 1. siječnja kao Novogodišnji koncert.

## Dirigenti
| Clemens Krauss (1893. – 1954.)       | 1939., 1941. – 1945., 1948. – 1954.       |
| Josef Krips (1902. – 1974.)          | 1946., 1947.                              |
| Willi Boskovsky (1909. – 1991.)      | 1955. – 1979.                             |
| Lorin Maazel (1930. – 2014.)         | 1980. – 1986., 1994., 1996., 1999., 2005. |
| Herbert von Karajan (1908. – 1989.)  | 1987.                                     |
| Claudio Abbado (1933. – 2014.)       | 1988., 1991.                              |
| Carlos Kleiber (1930. – 2004.)       | 1989., 1992.                              |
| Zubin Mehta (1936. – )               | 1990., 1995., 1998., 2007., 2015.         |
| Riccardo Muti (1941. – )             | 1993., 1997., 2000., 2004., 2018., 2021.  |
| Nikolaus Harnoncourt (1929. – 2016.) | 2001., 2003.                              |
| Seiji Ozawa (1935. - )               | 2002.                                     |
| Mariss Jansons (1943. – 2019.)       | 2006., 2012., 2016.                       |
| Georges Prêtre (1924. – 2017.)       | 2008., 2010.                              |
| Daniel Barenboim (1942. – )          | 2009., 2014., 2022.                       |
| Franz Welser-Möst (1960. – )         | 2011., 2013., 2023.                       |
| Christian Thielemann (1959. – )      | 2019., 2024.                              |
| Andris Nelsons (1978. – )            | 2020.                                     |

## Povijest i mjesto u kulturi
Koncert je prvi put održan 31. prosinca 1939. godine pod dirigentskom palicom Clemensa Kraussa. Od 1. siječnja 1941. koncert počinje oko podneva prvoga dana nove godine. Želja je Bečkih filharmoničara da svojim vrhunskim glazbenim interpretacijama ljudima diljem svijeta pošalju pozdrav u duhu nade, prijateljstva i mira. Glazbeni program je u isto vrijeme živahan i nostalgičan, a na početku nove godine vedre i razigrane skladbe bude optimizam i zadovoljstvo. Veliki broj Bečkih novogodišnjih koncerata u počecima je održavan u turobnom i teškom razdoblju za Austriju.
Televizijski prijenos iz Musikvereina, prvi put realiziran 1959. godine, ostvaruje austrijska televizija ORF u suradnji s njemačkom ZDF, odakle se dalje prenosi putem Eurovizije. Uživanje u prijenosu Novogodišnjeg koncerta Bečkih filharmoničara postalo je tradicionalni dio novogodišnjeg rituala mnogih obitelji.
Prenosile su ga PBS u Sjedinjenim Američkim Državama, BBC 2 u Ujedinjenom Kraljevstvu, NHK u Japanu, itd. Od 2006. godine, prenosi se i u nekoliko afričkih (Bocvana, Zambija, Zimbabve, Lesoto, Malavi, Mozambik, Namibija, Svazilend) i južnoameričkih zemalja (Bolivija, Ekvador). Taj je koncert vrlo popularan u Europi, ali i u mnogim zemljama svijeta. Koncert se, naravno, svake godine snima i objavljuje u zvučnom i video zapisu. Potražnja za kartama je tolika da se zainteresirani prijavljuju godinu dana unaprijed kako bi sudjelovali u lutriji u kojoj će sretni dobitnici biti u prilici kupiti ulaznice za koncert sljedećega siječnja. 
Osim Bečkih filharmoničara, danas i veliki broj drugih orkestara priređuje svoje novogodišnje koncerte, a njihov je program često oblikovan po uzoru na bečki (npr. HNK u Rijeci) ili zasnovan na lokalnoj glazbenoj baštini (npr. HNK u Varaždinu).

## Vanjske poveznice
- (njem.) (engl.) (jap.) Službene mrežne stranice Bečkih filharmoničara
- (njem.) (engl.) (jap.) Službene mrežne stranice Bečkoga glazbenog društva